# 2006-os indianapolisi 500
A 90. alkalommal megrendezett Indianapolisi 500 mérföldes versenyt 2006. május 28-án rendeztek meg.

## Végeredmény
|    | Rajt Hely | Autó # | Versenyző              | M* | Körök | Idő/Kiesés oka | Csapat                       |
| -- | --------- | ------ | ---------------------- | -- | ----- | -------------- | ---------------------------- |
| 1  | 1         | 6      | Sam Hornish, Jr.       | D  | 200   | 3:10:58.7590   | Team Penske                  |
| 2  | 9         | 26     | Marco Andretti (R)     | D  | 200   | +0.0635        | Andretti Green Racing        |
| 3  | 13        | 1      | Michael Andretti       | D  | 200   | +1.0087        | Andretti Green Racing        |
| 4  | 3         | 10     | Dan Wheldon (W)        | D  | 200   | +1.2692        | Chip Ganassi Racing          |
| 5  | 5         | 11     | Tony Kanaan            | D  | 200   | +1.6456        | Andretti Green Racing        |
| 6  | 4         | 9      | Scott Dixon            | D  | 200   | +3.0566        | Chip Ganassi Racing          |
| 7  | 17        | 27     | Dario Franchitti       | D  | 200   | +5.6249        | Andretti Green Racing        |
| 8  | 10        | 16     | Danica Patrick         | P  | 200   | +5.7263        | Rahal Letterman Racing       |
| 9  | 8         | 8      | Scott Sharp            | D  | 200   | +11.1252       | Fernandez Racing             |
| 10 | 6         | 4      | Vitor Meira            | D  | 200   | +17.9554       | Panther Racing               |
| 11 | 12        | 20     | Ed Carpenter           | D  | 199   | +1 Kör         | Vision Racing                |
| 12 | 25        | 5      | Buddy Lazier (W)       | D  | 199   | +1 Kör         | Dreyer & Reinbold Racing     |
| 13 | 19        | 51     | Eddie Cheever (W)      | D  | 198   | +2 Kör         | Team Cheever                 |
| 14 | 18        | 52     | Max Papis              | D  | 197   | +3 Kör         | Team Cheever                 |
| 15 | 7         | 55     | Kosuke Matsuura        | D  | 196   | +4 Kör         | Super Aguri Fernandez Racing |
| 16 | 28        | 12     | Roger Yasukawa         | P  | 194   | +6 Kör         | Playa Del Racing             |
| 17 | 24        | 21     | Jaques Lazier          | P  | 193   | +7 Kör         | Playa Del Racing             |
| 18 | 29        | 88     | Airton Daré            | P  | 193   | +7 Kör         | Sam Schmidt Motorsports      |
| 19 | 32        | 98     | P. J. Jones            | P  | 189   | +11 Kör        | Team Leader Motorsports      |
| 20 | 16        | 7      | Bryan Herta            | D  | 188   | +12 Kör        | Andretti Green Racing        |
| 21 | 21        | 14     | Felipe Giaffone        | D  | 177   | Baleset        | A.J. Foyt Enterprises        |
| 22 | 15        | 90     | Townsend Bell (R)      | D  | 161   | Felfüggesztés  | Vision Racing                |
| 23 | 26        | 17     | Jeff Simmons           | P  | 152   | Baleset        | Rahal Letterman Racing       |
| 24 | 27        | 31     | Al Unser, Jr. (W)      | D  | 145   | Baleset        | Dreyer & Reinbold Racing     |
| 25 | 2         | 3      | Hélio Castroneves (W)  | D  | 109   | Baleset        | Team Penske                  |
| 26 | 14        | 15     | Buddy Rice (W)         | P  | 108   | Baleset        | Rahal Letterman Racing       |
| 27 | 11        | 2      | Tomas Scheckter        | D  | 65    | Baleset        | Vision Racing                |
| 28 | 31        | 61     | Arie Luyendyk, Jr. (R) | P  | 54    | Handling       | Luyendyk Racing              |
| 29 | 30        | 97     | Stephan Gregoire       | P  | 49    | Handling       | Team Leader Motorsports      |
| 30 | 23        | 41     | Larry Foyt             | D  | 43    | Handling       | A.J. Foyt Enterprises        |
| 31 | 33        | 18     | Thiago Medeiros (R)    | P  | 24    | Elektronika    | PDM Racing                   |
| 32 | 22        | 92     | Jeff Bucknum           | D  | 1     | Baleset        | Hemelgarn Racing             |
| 33 | 20        | 91     | P. J. Chesson (R)      | D  | 1     | Baleset        | Hemelgarn Racing             |

*M Modell: D=Dallara; P=Panoz.
Minden autó Honda motort és Firestone gumikat használt.
(R) = Indianapolis 500 újonc